# Vladimir Palladine
Vladimir Ivanovitch Palladine (Влади́мир Ива́нович Палла́дин), né le 11 (23) juillet 1859 à Moscou et mort le 3 février 1922 à Pétrograd, est un botaniste russe, spécialiste de physiologie végétale et de biochimie. Il était membre de l'Académie des sciences de Saint-Pétersbourg (membre-correspondant à partir de 1905) de 1914 à sa mort, et le père du biochimiste Alexandre Palladine (1885-1972).

## Carrière
Palladine fait ses études secondaires au lycée (gymnase) N°1 de Moscou, puis entre au département des sciences naturelles de la faculté de physique et de mathématiques de l'université de Moscou, où il fut entre autres l'élève de Timiriazev et de Gorojankine. Il termine ses études en 1883, mais demeure à l'université pour se préparer au professorat.
Palladine est nommé en 1886 assistant de l'inspecteur et devient enseignant de botanique et d'allemand. L'année suivante, il est nommé professeur de botanique à l'institut d'agriculture et de culture forestière de Novo-Alexandria et défend sa thèse (magister) sur la signification de l'oxygène pour les plantes. Il présente sa thèse de doctorat de troisième cycle en 1889 sur l'influence de l'oxygène dans la chute des protéines végétales, à la suite de quoi il est nommé professeur à la chaire d'anatomie et de physiologie végétales de l'université de Kharkov. Il fait un voyage d'études en Allemagne en 1893-1894. Il est nommé professeur de l'université de Varsovie en 1897 tout en donnant des cours à l'institut polytechnique de Varsovie.
Palladine s'installe à Saint-Pétersbourg en 1901, où il devient professeur à l'université, puis dirige à partir de 1904 la chaire de botanique des cours Bestoujev. C'est à cette époque qu'il rédige nombre d'articles de botanique pour l'encyclopédie Brockhaus et Efron.
Il devient membre effectif de l'Académie des sciences de la capitale impériale en 1914 et cesse d'enseigner à l'université. Après la révolution de 1917, il fuit Pétrograd et se trouve à Kharkov puis en Crimée où il travaille à l'université de Tauride (située à Simféropol) et devient directeur du jardin botanique de Nikita. Il retourne à Pétrograd dans le courant de l'année 1921 avant de mourir quelques mois plus tard.

## Quelques publications
- О внутреннем строении и способе утолщения клеточной оболочки и крахмального зерна, in Учёных записках Московского университета, 1884.
- Физиология растений [Physiologie végétale] / avec 5 portraits et 182 illustrations dans le texte. — 6е éd. — Saint-Pétersbourg.: éd. А. S. Souvorine, 1911. — X + 356 pages.
- Физиология растений [Physiologie végétale]. — 9е éd. — Moscou — Léningrad, 1924
- Микробиология в сельском хозяйстве [Microbiologie en agriculture]. — Léningrad, 1924
- Дыхание растений и его отношение к процессам превращения вещества и энергии в растениях [La Respiration des plantes et sa relation dans le processus de métamorphose des substances chimiques et l'énergie végétale] // Записки АН СССР, série 8. — 1930. — Т. 37. —№ 3
- Избранные труды [Travaux choisis]. — Moscou, 1960 (avec biographie et liste des publications)

### Publications en allemand ou en français
- Kohlenhydrate als Oxydationsproducte der Eiweisstoffe (Berichte bot. Ges., 1889)
- Atmung und Wachstum (1887)
- Bildung der organischen Säuren in wachsenden Pflanzen (1888)
- Über Eiweißzersetzung bei Abwesenheit von freiem Sauerstoff (1889)
- Kohlenhydrate als Oxydationsprodukte der Eiweißstoffe (1889)
- Sur le rôle des hydrates de carbone dans la résistance à l'asphyxie chez les plantes supérieures (1894)
- Recherches sur la corrélation entre la respiration des plantes et les substances azotées actives (1896)
- Recherches sur la formation de la chlorophylle (1897)
- Über den verschiedenen Ursprung der während der Atmung der Pflanzen ausgeschiedenen Kohlensäure (1905)
- Die Arbeit der Atmungsenzyme der Pflanzen etc. (1906)
- Anaerobe Atmung, Alkoholgährung und Azetonbildung etc. (1906)
- Die Atmungspigmente der Pflanzen (1908)
- Beteilung der Reduktase im Prozesse der Alkoholgährung (1908)
- Die Verbreitung der Atmungschromogene in den Pflanzen (1908)
- Einwirkung verschiedener Oxydatoren auf die Arbeit des proteolytischen Ferments in abgetöteten Pflanzen (1912)
- Über die Bedeutung der Atmungspigmente in den Oxydationsprozessen der Pflanzen und Tiere (1912)
- Über die Sauerstoffabsorption durch die Atmungschromogene (1913)